# Stijn Streuvels

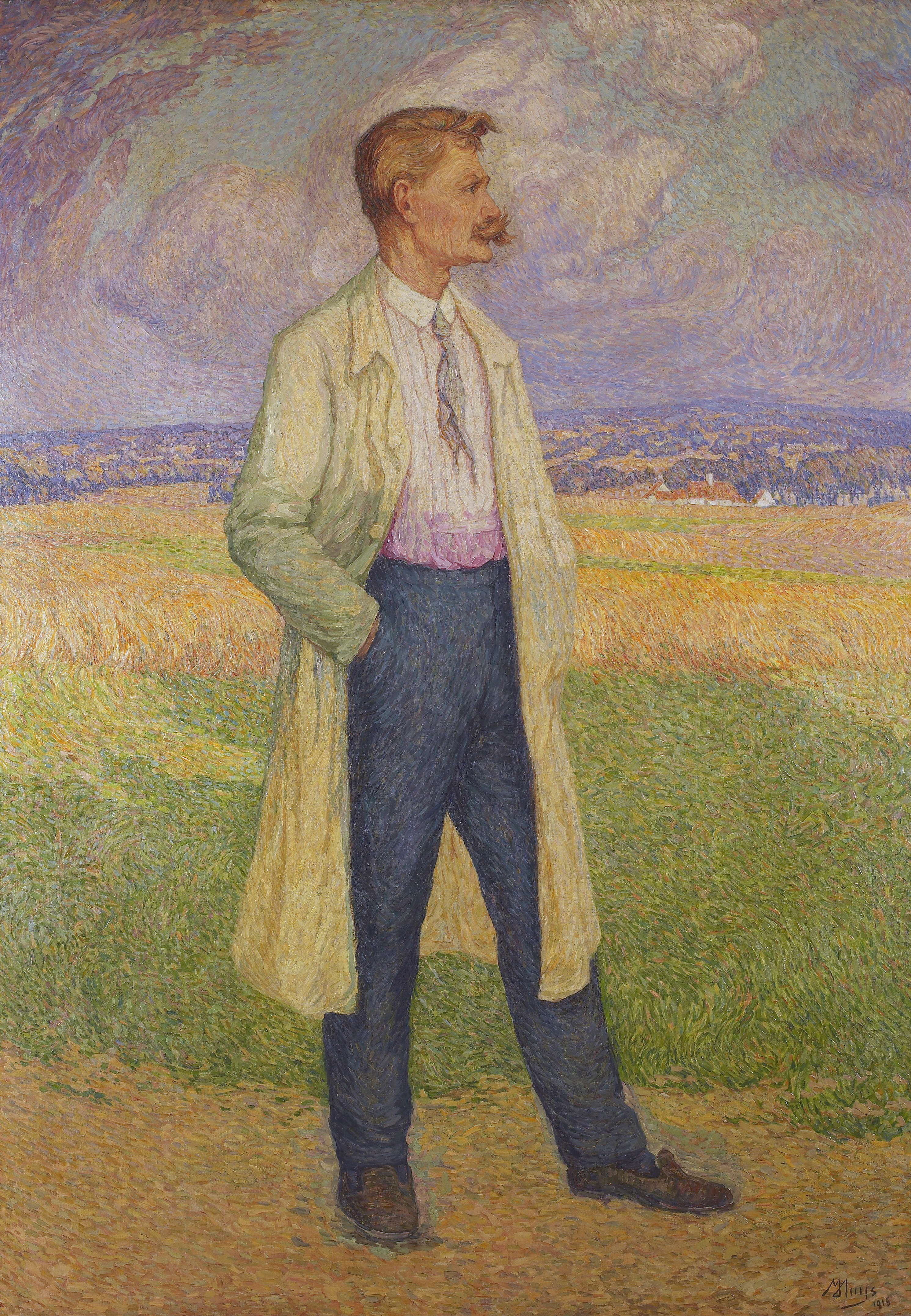
Stijn Streuvels (målning av Modest Huys,1915)

Franciscus Petrus Maria (Frank) Lateur, pseudonymen Stijn Streuvels, född 3 oktober 1871 i Heule, Kortrijk, död 15 augusti 1969 i Ingooigem, Anzegem, var en flamländsk författare.
Lateur författade ett stort antal skildringar från det dåtida flamländska lantlivet (Lenteleven 1900, Zornerland 1901, Zonnetij, 1901, Doodendans, 1901, Langs de wegen 1902, Dagen, 1902, Minnehandel 1903, Dorpsgeheimen 1904, Openlucht, 1904, Stille avonden 1905, De vlaschaard 1907, Najaar 1910 m.fl.) och återberättade sagan om Reinaert de Vos (1908). En samlad upplaga utgavs i fem band 1910.

## Eftermäle
Asteroiden 12481 Streuvels är uppkallad efter honom.